# Soeiro Pereira Gomes

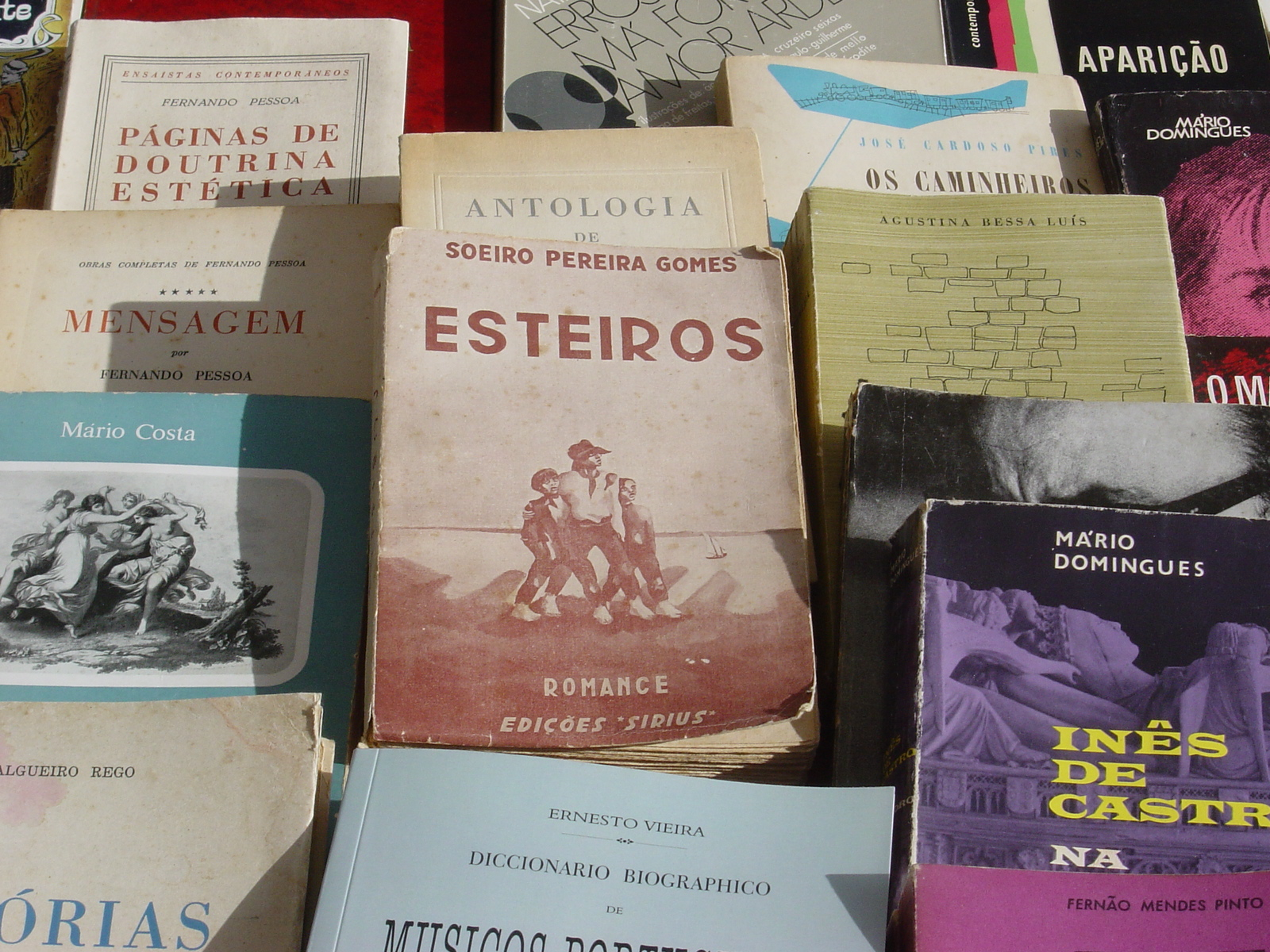
Puesto de libros de segunda mano al aire libre en Lisboa (Belém) dónde se ve un libro de Soeiro Pereira Gomez

Joaquim Soeiro Pereira Gomes (Gestaçô, Baião, 14 de abril de 1909 - Lisboa, 5 de diciembre de 1949) fue un escritor portugués. Junto a Alves Redol, fue uno de los exponentes portugueses más importantes del movimiento neorrealista. Soeiro también fue un militante comunista. La sede del Partido Comunista Portugués en Lisboa fue nombrado Edificio Soeiro Pereira Gomes en su honor.

## Biografía
Soeiro nació en Gestaçô (Baião), hijos de granjeros. Realizó sus estudios en la Escola de Regentes Agrícolas en Coímbra. Luego de terminar sus estudios emigró a Angola, en donde trabajó durante un año antes de regresar a su país. Soeiro se asentó en Alhandra (Vila Franca de Xira), trabajando en una planta de cemento.
En 1939, a los 20 años, Soeiro comenzó a publicar sus primeros textos en el periódico semanal O Diabo.
Como miembro del Partido Comunista Portugués, Soeiro fue miembro del Comité Central y tuvo que vivir en la clandestinidad durante la dictadura fascista autodenominada Estado Nuevo. Sin embargo, debido a las precarias condiciones en las que se encontraba, contrajo tuberculosis y murió sin poder recibir la atención médica que necesitaba.
Su obra más conocida es Esteiros, publicada en 1941 con varios dibujos de Álvaro Cunhal. La novela narra la historia de un grupo de muchachos que debido a su estatus social deben trabajar en una fábrica de ladrillos en lugar de estudiar. Soeiro también escribió otra novela, Engrenagem, la cual fue publicada de manera póstuma. Engrenagem describe el cambio del ambiente agrícola por uno industrial.

## Obras
- Engrenagem (1951
- Praça de Jorna (1946)
- Esteiros (1941)

### Cuentos
- Contos e crónicas
  - Última carta
  - Um caso sem importância (1950)
  - Estrada do meu destino
  - Breve história de um sábio (1943)
  - Alguém (1942)
  - Um conto (1942)
  - O Pástiure (1940)
  - Companheiros de um dia (1940)
  - Pesadelo (1940)
  - O meu vizinho do lado (1939)
  - As crianças da minha rua (1939)
  - O capataz (1935)
- Contos Vermelhos
  - Mais um herói (1949)
  - Refúgio perdido (1948)
  - O pio dos mochos (1945)